# Novozvanivka, Popasna
Novozvanivka (în ucraineană Новозванівка) este un sat în comuna Troiițke din raionul Popasna, regiunea Luhansk, Ucraina.
La 16 mai 2022, miliția Republicii Populare Luhansk a preluat controlul asupra satului de la forțele armate ucrainene.

## Demografie
Componența lingvistică a localității Novozvanivka
     Ucraineană (77,38%)
     Rusă (22,02%)
     Alte limbi (0,6%)
Conform recensământului din 2001, majoritatea populației localității Novozvanivka era vorbitoare de ucraineană (77,38%), existând în minoritate și vorbitori de rusă (22,02%).